# Mistrovství světa ve veslování 1977

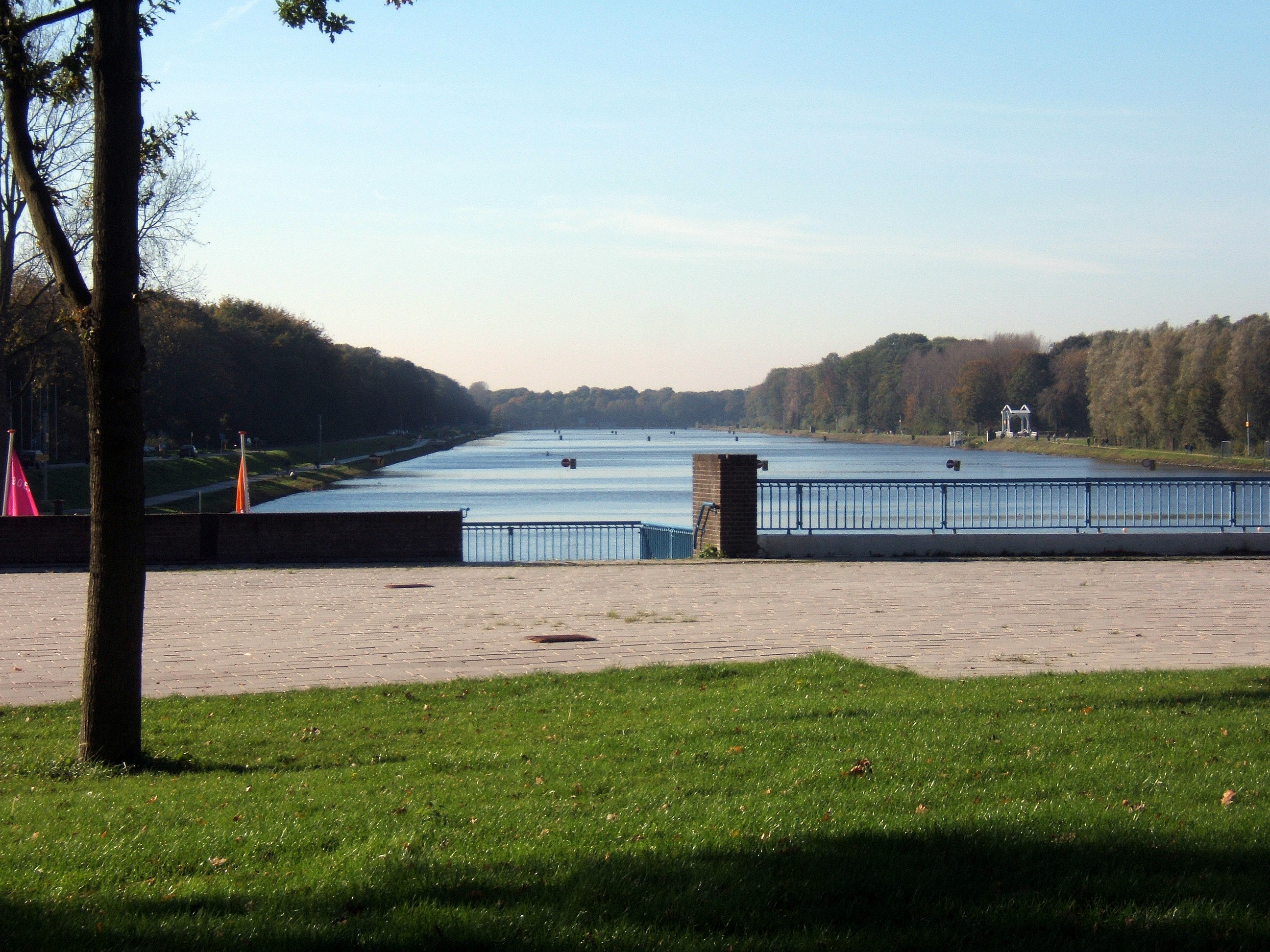
Veslařský kanál Bosbaan, dějiště šampionátu

Mistrovství světa ve veslování 1977 se konalo na veslařském kanále Bosbaan v Amsterdamu v Nizozemsku. Finálové jízdy se jely 27. a 28. srpna 1977.
Každoroční veslařská regata je organizována Mezinárodní veslařskou federací (International Rowing Federation; FISA) obvykle na konci léta severní polokoule. V neolympijských letech představuje mistrovství světa vyvrcholení mezinárodního veslařského kalendáře a v roce, jenž předchází olympijským hrám, představuje jejich hlavní kvalifikační událost. V olympijských letech pak program mistrovství zahrnuje pouze neolympijské disciplíny.
Muži závodili na trati o délce 2000 m, ženy na trati o délce 1000 m.

## Medailové pořadí
| Pořadí | Země                             | Zlato | Stříbro | Bronz | Celkem |
| ------ | -------------------------------- | ----- | ------- | ----- | ------ |
| 1      | Východní Německo                 | 11    | 2       | 1     | 14     |
| 2      | Spojené království               | 2     | 1       | 0     | 3      |
| 3      | Sovětský svaz                    | 1     | 3       | 2     | 6      |
| 4      | Bulharská lidová republika       | 1     | 2       | 3     | 6      |
| 5      | Francie                          | 1     | 0       | 0     | 1      |
| 5      | Švýcarsko                        | 1     | 0       | 0     | 1      |
| 7      | Československo                   | 0     | 1       | 2     | 3      |
| 8      | Austrálie                        | 0     | 1       | 1     | 2      |
| 8      | Západní Německo                  | 0     | 1       | 1     | 2      |
| 8      | Nizozemsko                       | 0     | 1       | 1     | 2      |
| 8      | Rumunská socialistická republika | 0     | 1       | 1     | 2      |
| 12     | Dánsko                           | 0     | 1       | 0     | 1      |
| 12     | Španělský stát                   | 0     | 1       | 0     | 1      |
| 12     | Finsko                           | 0     | 1       | 0     | 1      |
| 12     | Nový Zéland                      | 0     | 1       | 0     | 1      |
| 16     | Kanada                           | 0     | 0       | 2     | 2      |
| 16     | USA                              | 0     | 0       | 2     | 2      |
| 18     | Maďarsko                         | 0     | 0       | 1     | 1      |
| Celkem | Celkem                           | 17    | 17      | 17    | 51     |

## Přehled medailí

### Mužské disciplíny
| Disciplína                      | Zlato | Čas     | Stříbro | Čas     | Bronz | Čas     |
| Skif M1x                        | Východní Německo Joachim Dreifke | 7:12,22 | Finsko Pertti Karppinen | 7:15,53 | Sovětský svaz Nikolaj Dovgaň | 7:20,23 |
| Dvojskif M2x                    | Spojené království Christopher Baillieu Michael Hart | 6:42,83 | Východní Německo Rüdiger Reiche Hans-Ulrich Schmied | 6:44,70 | Sovětský svaz Jevgenij Čornyj Gennadij Koršikov | 6:45,93 |
| Párová čtyřka M4x               | Východní Německo Frank Dundr Martin Winter Karl-Heinz Bußert Wolfgang Güldenpfennig                                                                                  | 5:57,44 | Československo Karel Černý Filip Koudela Zdeněk Pecka Václav Vochoska | 6:01,37 | Bulharská lidová republika Christo Jelev Ljubomir Petrov Bogdan Dobrev Eftim Stojanov                                                                             | 6:04,43 |
| Dvojka bez kormidelníka M2-     | Sovětský svaz Alexander Kulagin Vitalij Jelisejev | 7:06,19 | Spojené království James Clark John Roberts | 7:09,63 | Východní Německo Bernd Krause Ortwin Rodewald | 7:13,36 |
| Dvojka s kormidelníkem M2+      | Bulharská lidová republika Dimitar Janakiev Todor Mrankov Stefan Stojkov (k)                                                                                         | 7:21,72 | Východní Německo Friedrich-Wilhelm Ulrich Harald Jährling Georg Spohr (k) | 7:24,60 | Československo Karel Mejta Karel Neffe Jiří Pták (k) | 7:28,72 |
| Čtyřka bez kormidelníka M4-     | Východní Německo Wolfgang Mager Stefan Semmler Andreas Decker Siegfried Brietzke                                                                                     | 6:16,73 | Nový Zéland David Rodger Desmond Lock Ivan Sutherland David Lindstrom | 6:19,14 | Československo Pavel Konvička Josef Neštický Vlastimil Beránek Lubomír Zapletal                                                                                   | 6:21,10 |
| Čtyřka s kormidelníkem M4+      | Východní Německo Dieter Wendisch Walter Dießner Gottfried Döhn Ullrich Dießner Andreas Gregor (k)                                                                    | 6:39,16 | Západní Německo Gabriel Konertz Wolfram Thiem Frank Schütze Klaus Meyer Helmut Sassenbach (k) | 6:41,76 | Bulharská lidová republika Cvetan Petkov Rumen Christov Nasko Markov Ivan Botev Nenko Dobrev (k)                                                                  | 6:49,63 |
| Osma M8+                        | Východní Německo Gerd Sredzki Bernd Lindner Frank Gottschalk Ulrich Kons Hans-Joachim Lück Bernd Frieberg Ulrich Karnatz Wolfgang Gunkel Frank Jahncke (k)           | 5:45,36 | Sovětský svaz Raul Arnemann Michail Kuzněcov Valerij Dolinin Alexandr Běljajev Anatolij Ivanov Vasilij Potapov Alexandr Klepikov Vladimir Ješinov Alexander Lukjanov (k)                                                           | 5:50,7V | Západní Německo Fritz Schuster Diethelm Maxrath Thomas Scholl Klaus Roloff Gerhard Reinert Winfried Ringwald Volker Sauer Wolf-Dieter Oschlies Hartmut Wenzel (k) | 5:52,83 |
| Skif LV LM1x                    | Švýcarsko Reto Wyss | 7:18,58 | Dánsko Morten Espersen | 7:18,59 | USA Lawrence Klecatsky | 7:19,28 |
| Čtyřka bez kormidelníka LV LM4- | Francie André Picard Michel Picard André Coupat Francis Pelegri | 6:30,00 | Austrálie Colin Smith Peter Antonie Simon Gillett Geoffrey Rees | 6:31,44 | Nizozemsko Hans Lycklama Hans Povel Hans Pieterman Ge Schous | 6:34,11 |
| Osma LV LM8+                    | Spojené království Nigel Read Paul Stuart-Bennett Christopher George Stephen Simpole Colin Cusack Duncan Innes Daniel Topolski Christopher Drury Patrick Sweeney (k) | 5:57,37 | Španělský stát Antonio Elizalde Aldabaldetrecu Javier Puertas Cabezudo Dionisio Redondo González José Mas Casanovas José Marti Miranda Rafael Gómez Pereira Fernando Climent Huerta José Rojí Blanco Carmelo Lafuente Povedano (k) | 5:57,44 | Austrálie Phillip Gardiner Malcolm Robertson Phillip Ainsworth Ian Porter Alan de Belin Richard Garrard John Hawkins Rod Stewart David England (k)                | 6:00,51 |

### Ženské disciplíny
| Disciplína                        | Zlato | Čas     | Stříbro | Čas     | Bronz | Čas     |
| Skif W1x                          | Východní Německo Christine Scheiblichová | 3:34,31 | Bulharská lidová republika Iskra Velinovová | 3:36,31 | Maďarsko Mariann Ambrusová | 3:37,27 |
| Dvojskif W2x                      | Východní Německo Anke Borchmannová Roswietha Reichelová | 3:16,83 | Bulharská lidová republika Světla Ocetovová Zdravka Jordanovová | 3:20,04 | USA Elizabeth Hillsová-O’Learyová Lisa Hansenová Stoneová                                                                                              | 3:22,48 |
| Párová čtyřka s kormidelnicí W4x+ | Východní Německo Sybille Tietzeová Viola Poleyová Petra Boeslerová Sabine Gustová Elke Rostová (k)                                                                          | 3:10,11 | Rumunská socialistická republika Maria Mosneagu Felicia Afrăsiloaie Aneta Marinová Veronica Juganaru Elena Giurcă (k)                                                              | 3:12,55 | Bulharská lidová republika Rosica Spasovová Anka Bakovová Rumeljana Bončevová Penka Gočevová Anka Georgievová (k)                                      | 3:16,21 |
| Dvojka bez kormidelnice W2-       | Východní Německo Sabine Dähneová Angelika Noacková | 3:27,89 | Nizozemsko Karin Abma Joke Dierdorpová | 3:30,54 | Kanada Elizabeth Craigová Susan Antoftová | 3:32,89 |
| Čtyřka s kormidelnicí W4+         | Východní Německo Marion Rohsová Ilona Richterová Katja Rotheová Bärbel Bendiksová Marina Wilkeová (k)                                                                       | 3:20,59 | Sovětský svaz Raisa Carkovová Valentina Alexejevová Sofia Šurkalovová Nina Abramovová Nina Frolovová (k)                                                                           | 3:23,14 | Rumunská socialistická republika Florica Zamfirová Georgeta Militaru-Mașca Florica Silaghi Elena Avramová Elena Giurcă (k)                             | 3:25,29 |
| Osma W8+                          | Východní Německo Cornelia Klierová Ute Steindorfová Gabriele Kühnová Kersten Neisserová Marita Sandigová Andrea Kurthová Bianka Schwedeová Karin Metzeová Sabine Heßová (k) | 3:00,23 | Sovětský svaz Olga Pivovarovová Nina Preobraženská Taťána Bunjaková Naděžda Dergačenková Natalia Gorodilovová Nina Umanecová Maria Pazjunová Olga Kriševičová Raisa Kirilovová (k) | 3:02,37 | Kanada Joy Fera Christine Neulandová Jacklin Kelly Nancy Higginsová Dolores Youngová Patricia Smithová Mazina Delure Carol Eastmore Ilona Smithová (k) | 3:05,72 |